# 2013년 전국소년체육대회
제42회 전국소년체육대회는 2013년 5월 25일부터 5월 28일까지 대한민국 대구광역시에서 열렸다.

## 개요
- 대회명칭 : 제42회 전국소년체육대회
- 개최기간 : 2013년 5월 25일 ~ 2013년 5월 28일
- 개최지 : 대구광역시
- 구호 : 몸도 튼튼, 마음도 튼튼, 나라도 튼튼
- 참가인원 : 12,208명
- 종별 : 초등부, 중등부
- 마스코트 : 살비

## 종목

### 정식종목
| - 검도 - 근대3종 - 농구 - 럭비 - 레슬링 - 롤러 - 배구 - 배드민턴 - 복싱 - 볼링 | - 사격 - 사이클 - 소프트볼 - 수영 (경영, 다이빙, 수구) - 씨름 - 야구 - 양궁 - 역도 - 요트 - 유도 | - 육상 - 정구 - 조정 - 체조 - 축구 - 카누 - 탁구 - 태권도 - 테니스 - 트라이애슬론 | - 펜싱 - 하키 - 핸드볼 |

## 경기장
| 종목         | 소재지           | 경기장                   | 종별                             | 세부종목          | 비고                                     |
| ------------ | ---------------- | ------------------------ | -------------------------------- | ----------------- | ---------------------------------------- |
| 검도         | 동구             | 대구공고 체육관          | 전종별                           |                   |                                          |
| 근대3종      | 북구             | 대구체고                 | 전종별                           |                   |                                          |
| 농구         | 달서구           | 상원고 체육관            | 중학부                           |                   |                                          |
| 농구         | 달서구           | 효성여고 체육관          | 초등부                           |                   |                                          |
| 럭비         | 경산시(경상북도) | 경산생활체육공원럭비구장 | 전종별                           |                   |                                          |
| 레슬링       | 남구             | 경상중학교 체육관        | 전종별                           |                   |                                          |
| 롤러         | 수성구           | 만촌롤러경기장           | 전종별                           |                   |                                          |
| 배구         | 남구             | 영남이공대체육관         | 남자중학부                       |                   |                                          |
| 배구         | 수성구           | 대구여고체육관           | 여자중학부                       |                   |                                          |
| 배구         | 북구             | 대구일중체육관           | 남자초등부/여자초등부            |                   |                                          |
| 배드민턴     | 달서구           | 계명문화대체육관         | 전종별                           |                   |                                          |
| 복싱         | 달서구           | 달서초등학교 체육관      | 중량급                           |                   |                                          |
| 복싱         | 서구             | 중리중학교 체육관        | 경량급                           |                   |                                          |
| 볼링         | 달서구           | 대경 볼링장              | 전종별                           |                   |                                          |
| 사격         | 북구             | 대구사격장               | 전종별                           |                   |                                          |
| 사이클       | 수성구           | 만촌자전거경기장         | 전종별                           |                   |                                          |
| 소프트볼     | 달서구           | 두류공원 야구장          | 전종별                           |                   |                                          |
| 수영         | 달서구           | 두류수영장               | 전종별                           |                   |                                          |
| 씨름         | 수성구           | 대륜고 체육관            | 전종별                           |                   |                                          |
| 야구         | 북구             | 시민운동장 야구장        | 중학부                           |                   | 사회인야구장으로 리모델링                |
| 야구         | 북구             | 강변리틀 야구장          | 초등부                           |                   |                                          |
| 양궁         | 동구             | 율하체육공원             | 전종별                           |                   |                                          |
| 역도         | 북구             | 대구체고 체육관          | 전종별                           |                   |                                          |
| 요트         | 달성군           | 화운유원지               | 전종별                           |                   |                                          |
| 유도         | 북구             | 대구과학대체육관         | 전종별                           |                   |                                          |
| 육상         | 수성구           | 대구스타디움             | 전종별                           |                   |                                          |
| 정구         | 수성구           | 자연과학고 정구장        | 전종별                           |                   | 대구농업마이스터고등학교로 명칭 변경     |
| 조정         | 달성보           | 달성보                   | 전종별                           |                   |                                          |
| 체조         | 달서구           | 계명대체육관             | 전종별                           | 기계체조/리듬체조 |                                          |
| 체조         | 서구             | 서구국민체육센터         | 전종별                           | 에어로빅          |                                          |
| 축구         | 북구             | 강변축구장               | 남자중학부/남자초등부/여자초등부 |                   |                                          |
| 축구         | 북구             | 대구시민운동장           | 남자중학부                       |                   | 철거 후 대구FC 축구전용경기장으로 재건축 |
| 축구         | 북구             | 경북대 축구장            | 여자중학부                       |                   |                                          |
| 축구         | 달성군           | 달성초등학교             | 남자초등부                       |                   |                                          |
| 축구         | 수성구           | 수성구민운동장           | 여자중학부                       |                   |                                          |
| 카누         | 동구             | 동촌유원지               | 전종별                           |                   |                                          |
| 탁구         | 경산시(경상북도) | 경산실내체육관           | 전종별                           |                   |                                          |
| 태권도       | 북구             | 대구체육관               | 전종별                           |                   |                                          |
| 테니스       | 달서구           | 두류테니스장             | 남자중학부                       |                   |                                          |
| 테니스       | 달서구           | 유니버시아드 테니스장    | 여자중학부                       |                   |                                          |
| 테니스       | 달서구           | 계명대 테니스장          | 남자초등부/여자초등부            |                   |                                          |
| 트라이애슬론 | 북구             | 연경보                   | 전종별                           |                   |                                          |
| 펜싱         | 수성구           | 정화여고체육관           | 전종별                           |                   |                                          |
| 하키         | 동구             | 안심하키경기장           | 전종별                           |                   |                                          |
| 핸드볼       | 북구             | 시민체육관               | 중학부                           |                   |                                          |
| 핸드볼       | 남구             | 성명초등학교체육관       | 초등부                           |                   |                                          |